# Suchohrdly

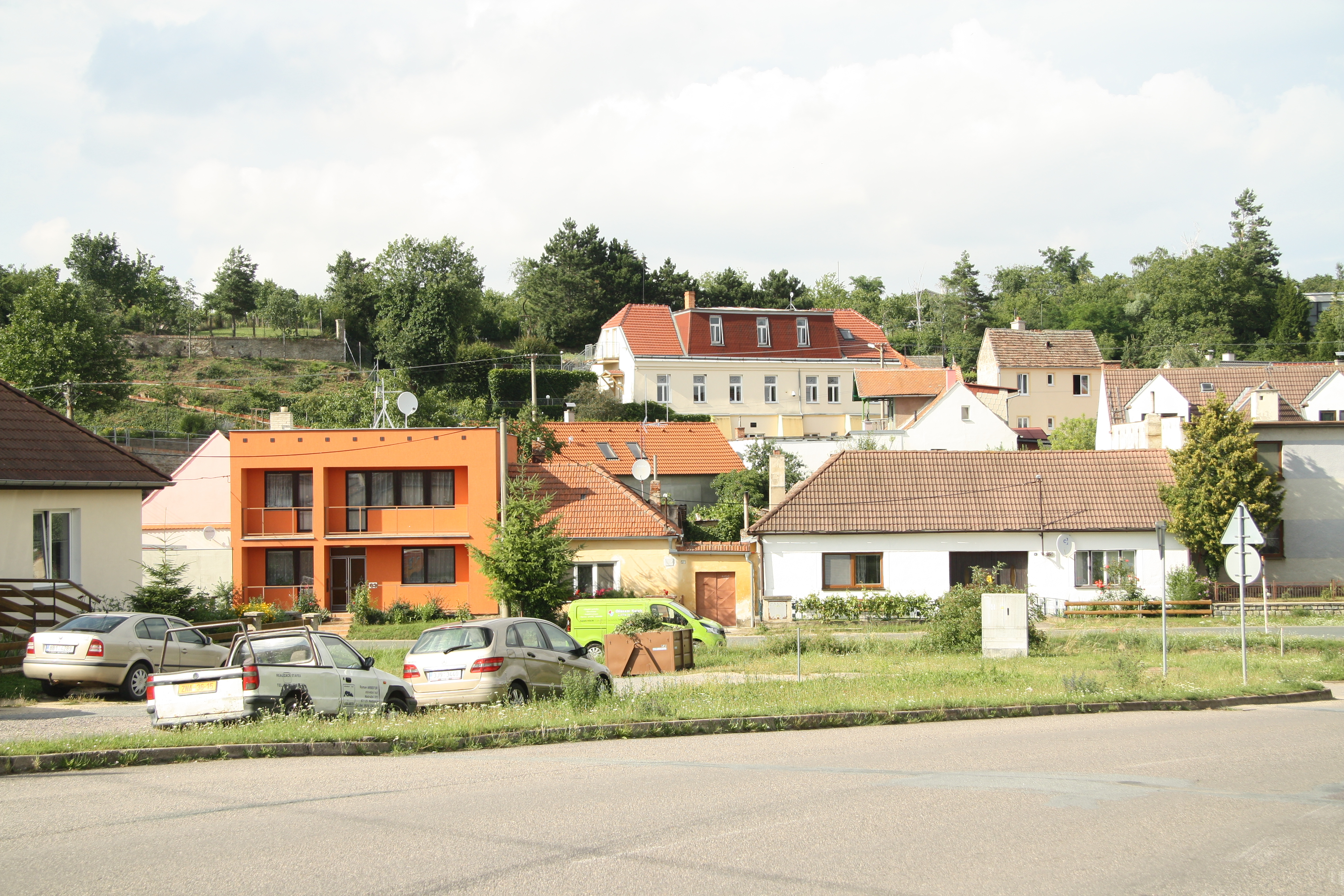
Ortszentrum

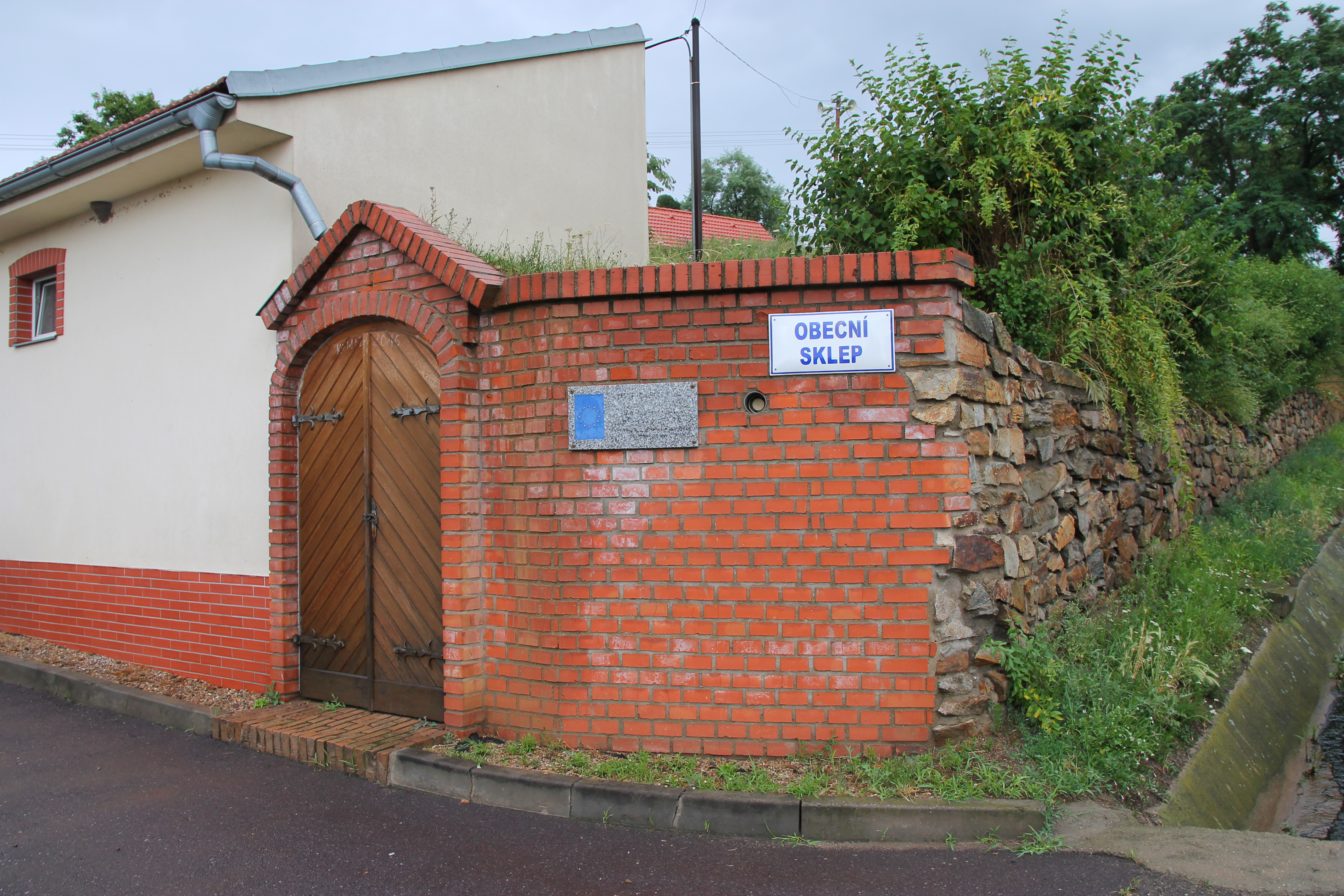
Gemeindekeller

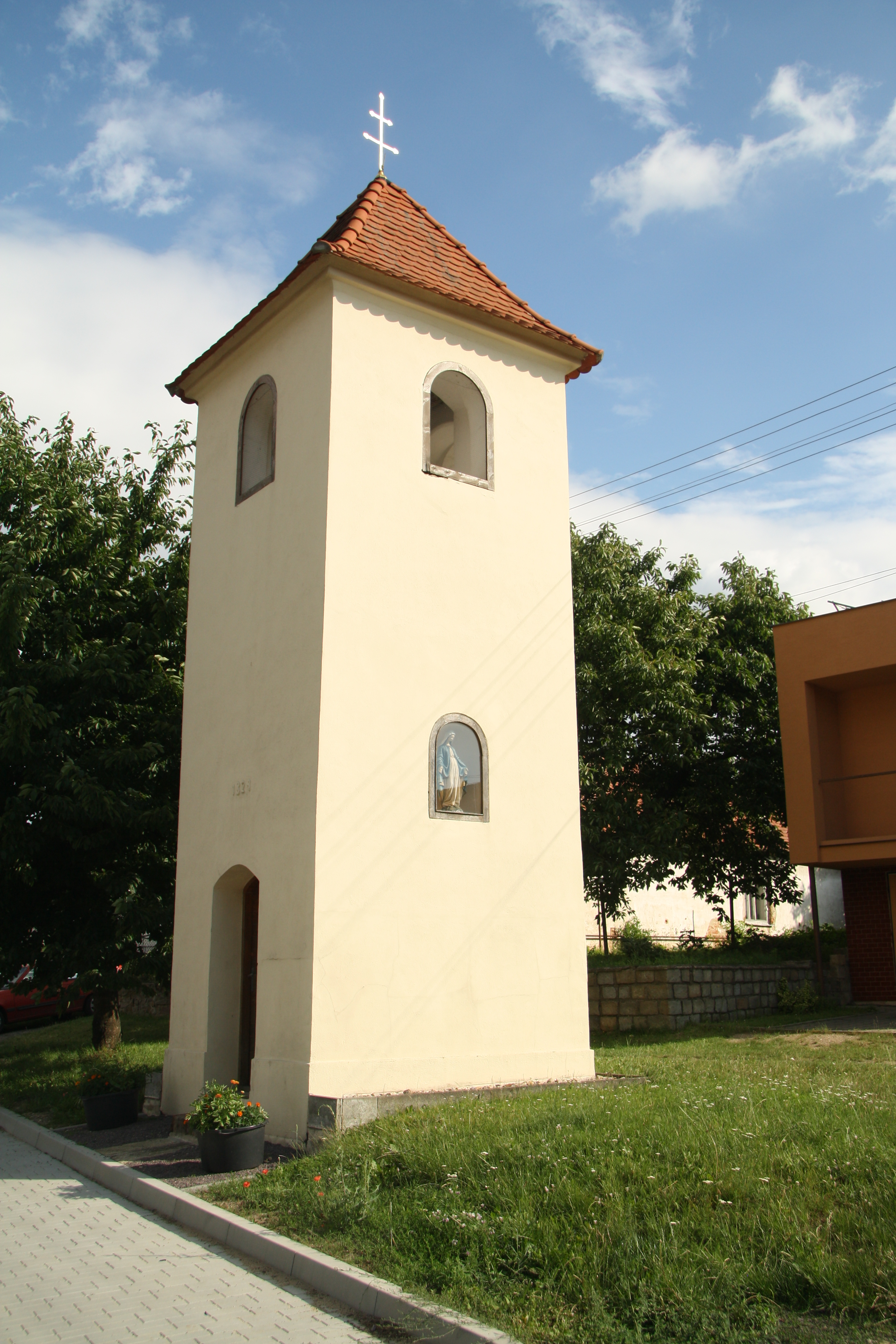
Glockenturm

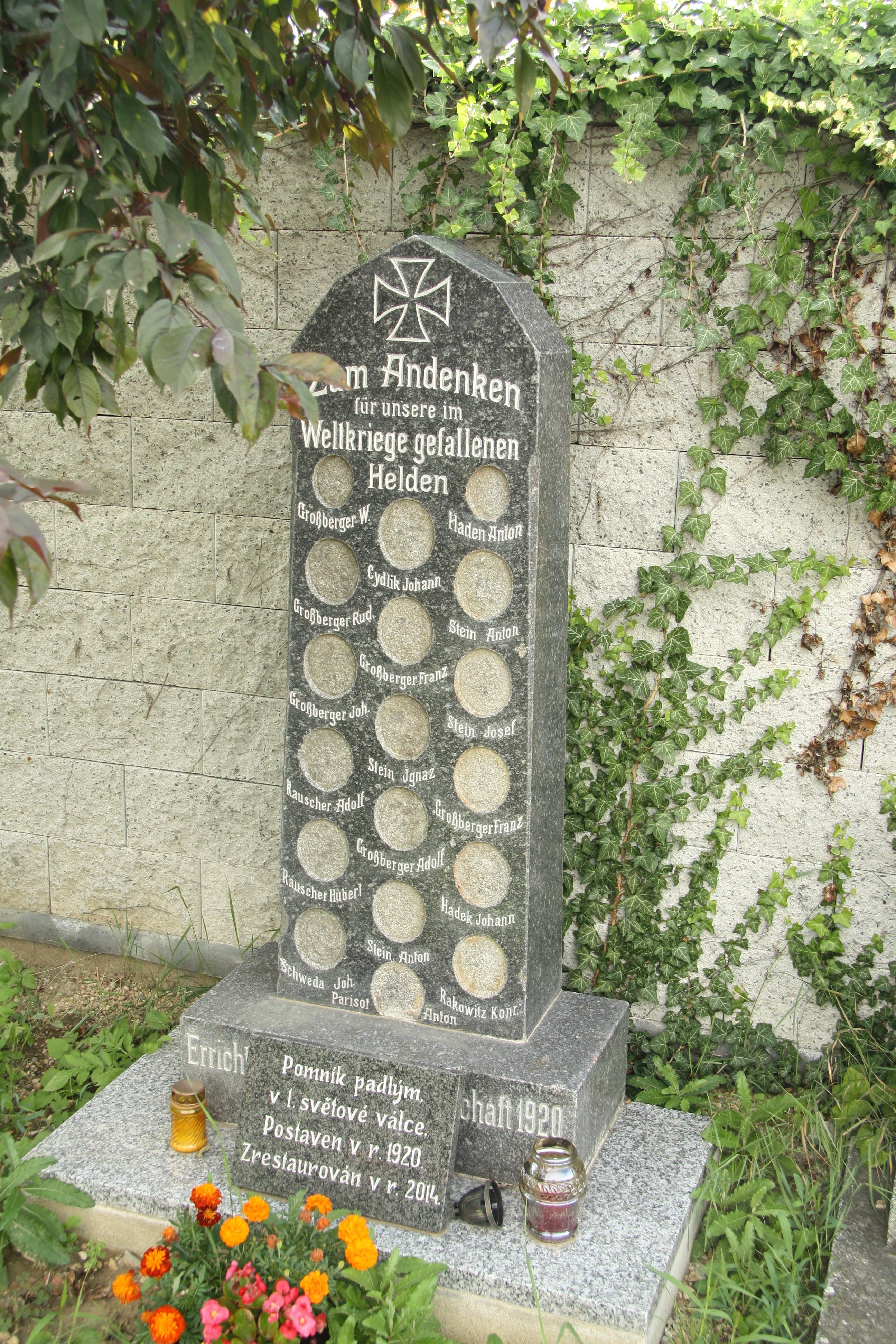
Kriegerdenkmal

Suchohrdly (deutsch Zuckerhandl) ist eine Gemeinde in Tschechien. Sie liegt durch das Flüsschen Leska getrennt, östlich der Stadt Znojmo (Znaim) in Südmähren. Das Dorf selbst ist als ein Längsangerdorf angelegt.

## Geographie
Nachbarorte sind Kuchařovice im Norden, Dobšice (Klein Teßwitz) und Dyje (Mühlfraun) im Süden.

## Geschichte
Das Dorf Zuchoherde wurde 1226 erstmals urkundlich erwähnt und später mit Czuchohurdel bezeichnet. Matriken werden seit 1580 geführt. Während des Dreißigjährigen Krieges wurde es verlassen und lag bis 1670 wüst.
Nach der Wiederbesiedlung durch deutschstämmige Siedler entstand der Ortsname Zuckerhandl, der seit 1728 allgemein gebräuchlich wurde. Die von den Einwohnern bis ins Jahre 1945 gesprochene „ui“- Mundart (bairisch-österreichisch) mit ihren speziellen Bairischen Kennwörtern weist darauf hin, dass die Siedler aus dem österreichischen bzw. süddeutschen Raum stammten. Der Ort gehörte immer zur Herrschaft des Klosters Bruck. Nachdem dieses 1784 aufgelöst worden war, kam es zu einem Herrschaftswechsel. Im Jahre 1798 erwarben die Grafen Ugarte den Ort und vereinten ihn mit den Dörfern Brenditz, Krawska und Mramotitz zur gemeinsamen Allodherrschaft Brenditz, in dieser Zeit kam es verstärkt zum Zuzug von Einwohnern tschechischer Nationalität. Zuckerhandl blieb jedoch das einzige Dorf des tschechischen Siedlungsgebiets um Znaim, das auch im 19. Jahrhundert noch mehrheitlich von Deutschen bewohnt war. Während der Napoleonischen Kriege wurde Zuckerhandl 1805 von den Franzosen geplündert. 1809 besetzen diese erneut den Ort und auf dem Hurkahügel errichtete Napoléon während der Schlacht bei Znaim sein Feldlager. Dort steht heute die Napoleon-Eiche. Das Schulgebäude des Ortes wurde im Jahre 1835 gebaut und im Jahre 1891 umgebaut. Bis dahin waren die Kinder von Zuckerhandl in Klein-Teßwitz eingeschult.
Nach der Ablösung der Patrimonialherrschaften, kam der Ort 1848, zum Znaimer Bezirk. Im Jahre 1855 starben 80 Bewohner an der Cholera. Die Freiwillige Feuerwehr wurde im Jahre 1896 gegründet. Die Napoleon-Eiche wurde im Jahre 1909 von einem Blitz getroffen und zerstört. Sie wurde durch eine neue Eiche ersetzt. Die Ortsbewohner waren größtenteils in der Landwirtschaft tätig. Die Haupteinnahmequellen waren hier Kirschen, Wein und Gurken. Der Zuckerhandler Wein galt als würzig und war wegen seiner hoher Qualität als einer der besten im Znaimer Kreis. Um das Jahr 1864 kam die Reblaus nach Südmähren und zerstörte große Teile der Weinernten. Von diesem Schlag erholte sich der Weinbau in Zuckerhandl nie wieder und bis ins Jahre 1925 verringerte sich die Menge des angebauten Weines um 90 %.
Nach dem Ersten Weltkrieg und dem Vertrag von Saint-Germain 1919, wurde der Ort Teil der Tschechoslowakischen Republik. In der Zwischenkriegszeit kam es durch neue Siedler und neu ernannte Beamte zu einem vermehrten Zuzug von Personen mit tschechischer Nationalität, auch wurde eine tschechische Minderheitenschule eröffnet. nach dem Münchner Abkommen wurde Zuckerhandl zum 1. Oktober 1938 ein Teil des deutschen Landkreises Znaim. Von 1939 bis 1945 war das Dorf nach Znaim eingemeindet.
Im Zweiten Weltkrieg hatte Zuckerhandl 25 Opfer zu beklagen. Nach dessen Ende wurde der Ort wieder der Tschechoslowakei zugeordnet. Vor den einsetzenden Nachkriegsexzessen durch militante Tschechen und nationale Milizen floh der Großteil der deutschen Bürger nach Österreich oder wurde über die Grenze vertrieben. Dabei fanden zwei Personen den Tod. Bis auf eine Person wurden die restlichen 76 Ortsbewohner zwischen dem 2. März und dem 18. Juni 1946 in organisierten Transporten nach Westdeutschland ausgesiedelt. Die in Österreich befindlichen Zuckerhandler wurden entsprechend den im Potsdamer Kommuniqués genannten "Transfer"-Zielen bis auf zwei Familien nach Deutschland abgeschoben. Zwei Familien wanderten in die USA aus. Zwischen dem 1. August 1976 und 31. Dezember 1997 war Suchohrdly erneut nach Znojmo eingemeindet.

## Ortsgliederung
Zu Suchohrdly gehört die Ansiedlung Purkrábka (Burgholzer Hof, auch Jesuitenhof).

## Wappen und Siegel
Das Gemeindesiegel zeigt nebeneinander stehend eine Traube und ein Winzermesser. Das Wappen zeigt nebeneinander eine Traube und einen Drachen.

## Bevölkerungsentwicklung
| Volkszählung | Einwohner gesamt | Volkszugehörigkeit der Einwohner | Volkszugehörigkeit der Einwohner | Volkszugehörigkeit der Einwohner |
| Jahr         | Einwohner gesamt | Deutsche                         | Tschechen                        | Andere                           |
| ------------ | ---------------- | -------------------------------- | -------------------------------- | -------------------------------- |
| 1880         | 473              | 473                              | 0                                | 0                                |
| 1890         | 627              | 522                              | 105                              | 0                                |
| 1900         | 738              | 665                              | 73                               | 0                                |
| 1910         | 757              | 668                              | 89                               | 0                                |
| 1921         | 813              | 593                              | 196                              | 24                               |
| 1930         | 871              | 626                              | 213                              | 32                               |

## Sehenswürdigkeiten
- Kapelle der hl. Margareta (1829)
- 4 Heiligenstatuen (1721) auf dem Fahrweg nach Töstitz
- Kriegerdenkmal, errichtet 1920, es wurde 1945 von Tschechen zerstört und 2014 restauriert

## Brauchtum, Märchen, Sagen
Reiches Brauchtum, wundersame Märchen und geheimnisumwitterte Sagen bereicherten das Leben der 1945/46 vertriebenen, deutschen Ortsbewohner:
- Traditionell gab es jährlich am 4. Mai eine Prozession nach Mühlfraun zu Ehren des Ortspatrons, des hl. Florian.
- Und zu Maria Himmelfahrt nach Pöltenberg.